# The Shrouds
The Shrouds (dt. etwa „Die Leichentücher“) ist ein Spielfilm von David Cronenberg aus dem Jahr 2024. In der französisch-kanadischen Koproduktion übernahmen Vincent Cassel, Diane Kruger, Guy Pearce und Sandrine Holt die Hauptrollen. Das Werk wurde im Mai beim 77. Filmfestival von Cannes uraufgeführt.

## Handlung
Der innovative Geschäftsmann Karsh betreibt einen hochmodernen, aber äußerst umstrittenen Friedhof. Als seine Ehefrau stirbt, verfällt er in tiefe Trauer. Er erfindet daraufhin ein Gerät, das den Verwesungsprozess der verstorbenen Angehörigen auch nach der Beerdigung in Echtzeit miterleben lässt. Er installiert diese Neuerung auf seinem Friedhof. Als Karshs Erfindung unmittelbar vor dem Durchbruch steht, werden mehrere Gräber absichtlich verwüstet. Unter den Grabstellen befindet sich auch das von seiner Frau. Der Witwer begibt sich auf eine düstere Reise, um das Motiv und die Täter zu ermitteln.

## Veröffentlichung
Die Weltpremiere von The Shrouds erfolgte am 20. Mai 2024 im Hauptwettbewerb des 77. Filmfestivals von Cannes.
Am 25. September 2024 soll unter dem Titel Les linceuls ein regulärer Kinostart in Frankreich im Verleih von Pyramide Distribution erfolgen.

## Auszeichnungen
Für The Shrouds erhielt David Cronenberg seine siebte Einladung in den Wettbewerb um die Goldene Palme des Filmfestivals von Cannes.